# Erika Köth
Erika Köth (15 de septiembre de 1925 - 21 de febrero de 1989) fue una kammersänger y soprano de nacionalidad alemana con una coloratura que le dio fama interpretando la ópera de Mozart La flauta mágica. Sin embargo, también fue conocida por su actuación en otras óperas y en operetas de Albert Lortzing, Robert Stolz, Johann Strauss (hijo) y Franz Lehár. Fue una de las grandes sopranos de coloratura alemanas del siglo XX.

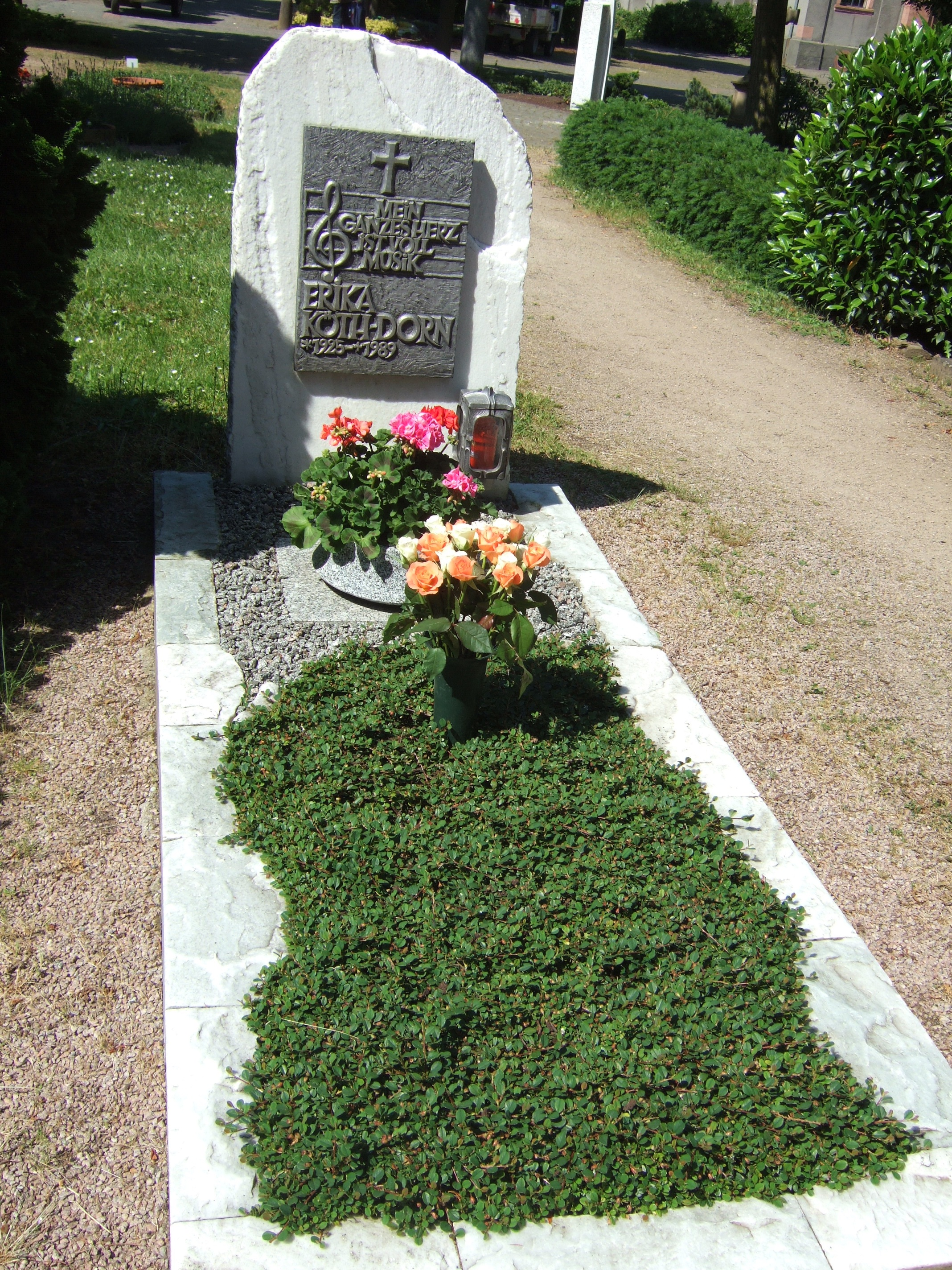
Tumba de Erika Köth en el viejo cementerio de Darmstadt

## Biografía
Nacida en Darmstadt, Alemania, Erika Köth contrajo a los ocho años de edad la poliomielitis, de la cual se recuperó en gran medida gracias a una prolongada terapia. Con 17 años de edad recibió una beca para estudiar en su ciudad natal, pero la Segunda Guerra Mundial frenó su carrera de cantante, y hubo de colaborar en una instalación de munición en lugar de dedicarse al teatro. Finalizada la guerra Köth se ganó la vida cantando Schlager para el ejército de los Estados Unidos, a la vez que estudiaba canto en la Academia de Música de Darmstadt. 
En 1947 Köth ganó un concurso de canto de Hessischer Rundfunk al que se habían presentado 300 personas, y en el que interpretó el aria de la Reina de la Noche. Posteriormente fue contratada por el Pfalztheater de Kaiserslautern, donde debutó en 1948 con el papel de Philine en Mignon,.
Hacia 1950 conoció a su futuro marido, el actor y director Ernst Dorn. En esa época se comprometió con el Badischen Staatstheater de Karlsruhe, cuyo director musical era Otto Matzerath. Los tres años que pasó en dicho teatro fueron decisivos para su carrera como soprano de coloratura.
Köth pasó en 1953 a la Ópera Estatal de Baviera de Múnich, formando parte de su elenco hasta el año 1978. Allí tuvo uno de sus primeros éxitos como Lucía de Lammermoor, y cantó con intérpretes como Sari Barabas, Hertha Töpper, Lilian Benningsen, Hans Hotter, así como Fritz Wunderlich y Hermann Prey. 
Además, Erika Köth actuó con regularidad en producciones de la Ópera del Estado de Hamburgo, de la Ópera Estatal de Viena y del Staatstheater am Gärtnerplatz. Köth cantó más de 270 veces el aria de la Reina de la Noche de La flauta mágica, incluida una actuación en 1953 en la Ópera Estatal de Viena y en 1956 en la Teatro de La Scala. En 1960 fue miembro de la Ópera Alemana de Berlín y amplió su repertorio con papeles como el de Mimi, Antonia, Liù o Micaela. Desde 1955 a 1960 y en 1962/1963 Köth también cantó en el Festival de Salzburgo. En 1958 llevó a cabo una gira por los Estados Unidos, en 1961 por la Unión Soviética, y en 1963, 1966 y 1971 viajó a Japón, interpretando Las bodas de Fígaro, La flauta mágica y Falstaff. 
Köth también trabajó en el cine, y en 1958 actuó en la película Mein ganzes Herz ist voll Musik, que protagonizó junto a Wolf Albach-Retty, y en la que interpretaba a una mujer que llevaba una extraña doble vida. 
En el Festival de Bayreuth Köth cantó el personaje de Waldvogels (el pájaro del bosque) de la ópera de Richard Wagner Sigfrido. Tras ellos hizo conciertos en la Royal Opera House de Londres, en Roma, Los Ángeles, San Francisco y Budapest, interpretando principalmente papeles de Richard Strauss. Sin embargo, también cantó Lucía de Lammermoor y fue Mimi en la ópera de Puccini La bohème, siendo aclamada en este papel en su última actuación, que llevó a cabo en Munich en 1978. 
A lo largo de su carrera, Köth tuvo un repertorio con óperas como Las bodas de Fígaro, Don Giovanni, El caballero de la rosa, Così fan tutte, La flauta mágica, Lucía de Lammermoor, Rigoletto, El ruiseñor, y El progreso del libertino.
A partir de entonces, y hasta 1988, trabajó como profesora en Hochschule für Musik und Tanz Köln y en la Hochschule für Musik und Darstellende Kunst Mannheim, dio clases magistrales en su casa en Neustadt an der Weinstraße, y colaboró con la Singschul de August Everding en Múnich. Entre sus alumnos figuraron Anna Maria Kaufmann y Ruth Frenk. 
Alejada de su etapa operística, apareció varias veces como invitada en el programa televisivo Zum Blauen Bock, con Heinz Schenk, cantando temas ligeros de entretenimiento.
Erika Köth felleció en 1989 en Speyer, Alemania, a causa de un cáncer. Fue enterrada en el Cementerio Alter Friedhof de Darmstadt, y en el funeral hizo un discurso de elogio el político alemán Bernhard Vogel.

## Discografía (selección)
- Entführung aus dem Serail (ópera) Gesamtaufnahme
- Banditenstreiche (opereta) Gesamtaufnahme
- Rigoletto (con Rudolf Schock)
- Lucia di Lammermoor (Rudolf Schock)
- Don Pasquale (con Josef Traxel)
- Der Vogelhändler (Opereta - con Rudolf Schock)
- Erika Köth singt Arien von Wolfgang Amadeus Mozart
- Erika Köth. Portrait
- Deutsche Volkslieder
- Erika Köth in ihren Lieblingsrollen

## Filmografía (selección)
- 1955: Ein Herz voll Musik
- 1955: Mozart (cameo)
- 1958: Mein ganzes Herz ist voll Musik

## Premios
- 1975: Gran Cruz de la Orden del Mérito de la República Federal de Alemania de primera clase
- Orden al Mérito de Baviera
- Gran Cruz Federal del Mérito
- Medalla Hermann-Löns-Medaille